# Cepoko (Ngrayun)
Cepoko is een bestuurslaag in het regentschap Ponorogo van de provincie Oost-Java, Indonesië. Cepoko telt 5600 inwoners (volkstelling 2010).